# Liverdun
Liverdun är en kommun i departementet Meurthe-et-Moselle i regionen Grand Est (tidigare regionen Lorraine) i nordöstra Frankrike. Kommunen ligger i kantonen Domèvre-en-Haye som tillhör arrondissementet Toul. År 2022 hade Liverdun 5 656 invånare.

## Befolkningsutveckling
Antalet invånare i kommunen Liverdun
| Referens: INSEE |